# 50 mètres nage libre S7 masculin aux Jeux paralympiques d'été de 2024
Navigation
Tokyo 2020
L'épreuve du 50 mètres nage libre S7 masculin aux Jeux paralympiques d'été de 2024 se déroule du ?? au ?? à Paris La Défense Arena.

## Organisation

### Site de la compétition
La compétition se déroule a Paris La Défense Arena, un stade couvert situé à Nanterre, près de l'Arche de la Défense, dans la banlieue ouest de Paris.
Deuxième plus grande salle de France après la Decathlon Arena de Lille, d'une capacité maximum avoisinant les 40 000 places pour les concerts, elle est le stade résident du Racing 92, club de rugby à XV francilien évoluant en Top 14.
Lors des Jeux olympiques d'été de 2024, elle accueille notamment les épreuves de natation et la phase finale du water-polo.

### Classification
Dans chaque discipline, les athlètes sont classés en catégories selon leur handicap. Les catégories commençant par S désignent la nage libre, le dos et le papillon, celles commençant par SB désignent la brasse et celles commençant par SM désignent le 4 nages.
Les handicapés moteurs sont classés en dix catégories S et SM (S1 à S10 et SM1 à SM10) et en neuf catégories SB (SB1 à SB9) selon leurs capacités fonctionnelles. La catégorie 1 correspond au degré de handicap le plus sévère.
On a ainsi le tableau récapitulatif suivant pour la catégorie S7,, :
| S7 - SM7 | Athlètes ayant le plein usage de leurs bras et tronc, et un usage partiel de leurs jambes ; ou faiblesse ou problèmes de coordination d'un côté du corps ; ou perte d'usage majeure de deux membres. |

## Médaillées
| Or                                | Argent                            | Bronze                            |
| ([[????? aux Jeux olympiques\|]]) | ([[????? aux Jeux olympiques\|]]) | ([[????? aux Jeux olympiques\|]]) |

## Résultats détaillés

### Séries
| Rang | Série | Ligne | Nageur | Pays | Temps | Remarque |
| ---- | ----- | ----- | ------ | ---- | ----- | -------- |
| 1    |       |       |        |      |       |          |

### Finale
| Rang                                   | Ligne | Nageur | Pays | Temps | Remarque |
| -------------------------------------- | ----- | ------ | ---- | ----- | -------- |
| Médaille d'or, Jeux paralympiques      |       |        |      |       |          |
| Médaille d'argent, Jeux paralympiques  |       |        |      |       |          |
| Médaille de bronze, Jeux paralympiques |       |        |      |       |          |
| 4                                      |       |        |      |       |          |
| 5                                      |       |        |      |       |          |